# Eußenheim (Eußenheim)
Eußenheim ist ein Gemeindeteil der Gemeinde Eußenheim im unterfränkischen Landkreis Main-Spessart in Bayern.

## Geographie
Das Pfarrdorf Eußenheim ist der Hauptort der Gemeinde Eußenheim und liegt auf den Talhängen der Wern beidseits der Bundesstraße 27 etwa vier Kilometer nordöstlich von Karlstadt auf 201 m ü. NHN. Südlich des Orts mündet die Staatsstraße 2301 in die B 27, östlich am Dorf vorbei führt die Bahnstrecke Waigolshausen–Gemünden.
Die Gemarkung Eußenheim liegt vollständig auf dem Gebiet der Gemeinde Eußenheim und hat eine Fläche von 1563,17 Hektar. Auf der Gemarkung liegen zwei Eußenheimer Gemeindeteile, das Pfarrdorf Eußenheim und am südlichen Gemarkungsrand der Weiler Schönarts.
Nachbargemarkungen im Uhrzeigersinn im Norden beginnend sind Aschfeld, Stetten, Karlstadt, Gambach und Gössenheim.
Auf dem Gemarkungsgebiet mündet der Neubergsgraben von rechts in die Wern.

## Geschichte
Eußenheim war eine Gemeinde im Landkreis Karlstadt mit den beiden Gemeindeteilen Eußenheim und Schönarts. 1961 lebten in der Gemeinde 1097 Einwohner in 225 Wohngebäuden, davon 1072 im Pfarrdorf Eußenheim. Am 1. Juli 1972 kam die Gemeinde zum Landkreis Main-Spessart. Am 1. Oktober 2021 lebten im Pfarrdorf Eußenheim und dem Weiler Schönarts insgesamt 1146 Einwohner mit Hauptwohnsitz.

## Religion
Eußenheim ist katholisch geprägt. Die Kirche St. Petrus und Marcellinus gehört zum Dekanat Karlstadt.